# Пионерски (Калининградска област)
Пионе́рски (на руски: Пионе́рский; старо име Нойку́рен, на немски: Neukuhren) е град в Русия, областен център, морски курорт и пристанище в Калининградска област.
Първите летописни упоменавания на Нойкурен, като нововъзникнало селище датират от 1254 г. Счита се, че градът е основан тогава. Две години по-рано на пруската земя идват кръстоносци от Тевтонския Орден. Те са и основателите на град Нойкурен (немското „Нов Курен“ е в основата на топонима, по името на балтийското племе на курите.

## История
В началото на 16 век на брега е издигнат Западният маяк (на сегашния нос Купалний). На старите карти е обозначаван като „Мястото под Липайнен“ (Ort unther Lippeinen) или „село Липово“. Източният маяк се наричал Unter Rantha („Под Ранта“). Между двата маяка било село „Нойкурен“.
През 1709 г. страшна чумна епидемия опустошава този край и едва в края на 18 век животът в рибарското селце се възражда. Преди войните на Наполеон селото има 107 жители и 16 къщи.
През 1837 г. Нойкурен става известен курорт за семеен отдих. През 1849 г. лейтенант Гебауер построява първия ресторант.
1900 г. – прокарани са 2 железопътни линии: до Кьонигсберг и Кранца (сегашен гр. Зеленоградск). През тази година тук е роден композиторът Херберт Бруст (Herbert Brust, 1900-1968) автор на химна на Източна Прусия "Ostpreussenlied".
1902 г. – в залива Вагнер е построено рибарско пристанище.
1906 г. – строят се 15 брегозащитни съоръжения („вълнорези“) за укрепване на плажовете.
1913 г. – в селото е прокарана водопроводна и газова мрежа.
1940 г. – в Нойкурен действа пилотска школа на Луфтвафе. Сред курсантите е и бъдещият ас Ерих Хартман.
През ноември 1943 г. в Нойкурен е открит първия женски филиал на Варшавската разузнавателна школа.
През 1945 г. на 14 април в 15 часа Нойкурен е превзет от 103-ти стрелкови корпус на Червената армия, в състава на 3-ти Беларуски фронт. Оттогава градът е руски.